# Alcockianum persona
Alcockianum persona is een rankpootkreeftensoort uit de familie van de Scalpellidae. De wetenschappelijke naam van de soort is voor het eerst geldig gepubliceerd in 1916 door Annandale.